# Синеротые окуни
Синеротые окуни, или беспузырные окуни (лат. Helicolenus), — род морских лучепёрых рыб из подсемейства Sebastinae семейства скорпеновых. Представители рода распространены в Атлантическом, Индийском и Тихом океанах. Длина тела составляет от 27 до 50 см. У многих видов отмечено живорождение. Это придонные хищные рыбы, поджидающие добычу в засаде.

## Классификация
На декабрь 2018 года в род включают 9 видов:
- Helicolenus avius Abe & Eschmeyer, 1972
- Helicolenus barathri (Hector, 1875)
- Helicolenus dactylopterus (Delaroche, 1809) — Синеротый окунь, или галлинета[1]
- Helicolenus fedorovi Barsukov, 1973
- Helicolenus hilgendorfii (Döderlein, 1884) — Дальневосточный синеротый окунь
- Helicolenus lahillei Norman, 1937 — Аргентинский синеротый окунь
- Helicolenus lengerichi Norman, 1937
- Helicolenus mouchezi (Sauvage, 1875)
- Helicolenus percoides (Richardson & Solander, 1842)